# Балка Корняківа
Балка Корняківа (рос. Б. Корнякова) — балка (річка) в Україні у Лозівському районі Харківської області. Ліва притока річки Орільки (басейн Азовського моря).

## Опис
Довжина балки приблизно 9,92 км, найкоротша відстань між витоком і гирлом — 8,27  км, коефіцієнт звивистості річки — 1,20 . Формується декількома балками та загатами.

## Розташування
Бере початок у селі Побєда. Тече переважно на південний захід через село Радомислівку і у селі Закутнівка впадає у річку Орілку, ліву притоку Орелі.

## Цікаві факти
- У селі Побєда балку перетинає автошлях Р51[2] (регіональний автомобільний шлях в Україні, Мерефа — Лозова — Павлоград. Проходить територією Харківського, Чугуївського й Лозівського районів Харківської області та Павлоградського районів Дніпропетровської області.).
- У минулому столітті на балці існувало багато газових свердловин та 2 газгольдери[3].